# باغ کشمیر علیا
باغ کشمیر علیا، روستایی از توابع بخش صالح‌آباد شهرستان تربت جام در استان خراسان رضوی ایران است.

## جمعیت
این روستا در خراسان رضوی شهرستان صالح اباد دهستان باغ کشمیر قرار دارد این روستا با2500 نفر جمعیت(480
خانوار)از روستا های پر جمعیت این شهرستان میباشد